# Veïnat d'en Galangau
El Veïnat d'en Galangau és un veïnat de la comuna vallespirenca de Montferrer, a la Catalunya del Nord.

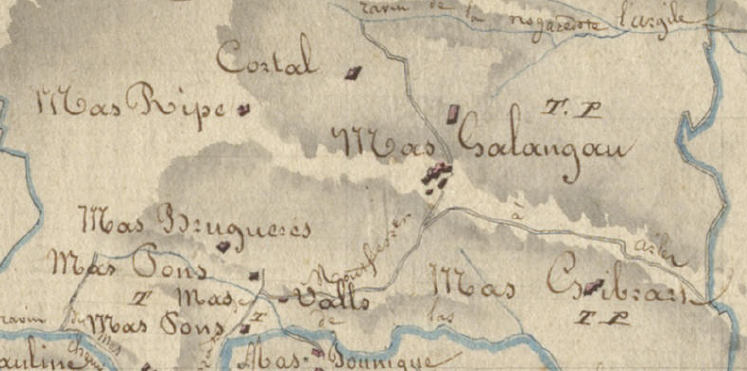
El Veïnat d'en Galangau, de Montferrer, en el Cadastre napoleònic del 1812 (Arxius Departamentals dels Pirineus Orientals)

És a la zona nord-est del terme, al nord-est del poble de Montferrer i del Veïnat d'en Figueres.